# Panolis insulata
Panolis insulata är en fjärilsart som beskrevs av Lars Zakarias Brundin 1925. Panolis insulata ingår i släktet Panolis och familjen nattflyn. Inga underarter finns listade i Catalogue of Life.